# Villa Arcadia
Villa Arcadia is een plaats in het Argentijnse bestuurlijke gebied Coronel Suárez in de provincie Buenos Aires. De plaats telt 305 inwoners.

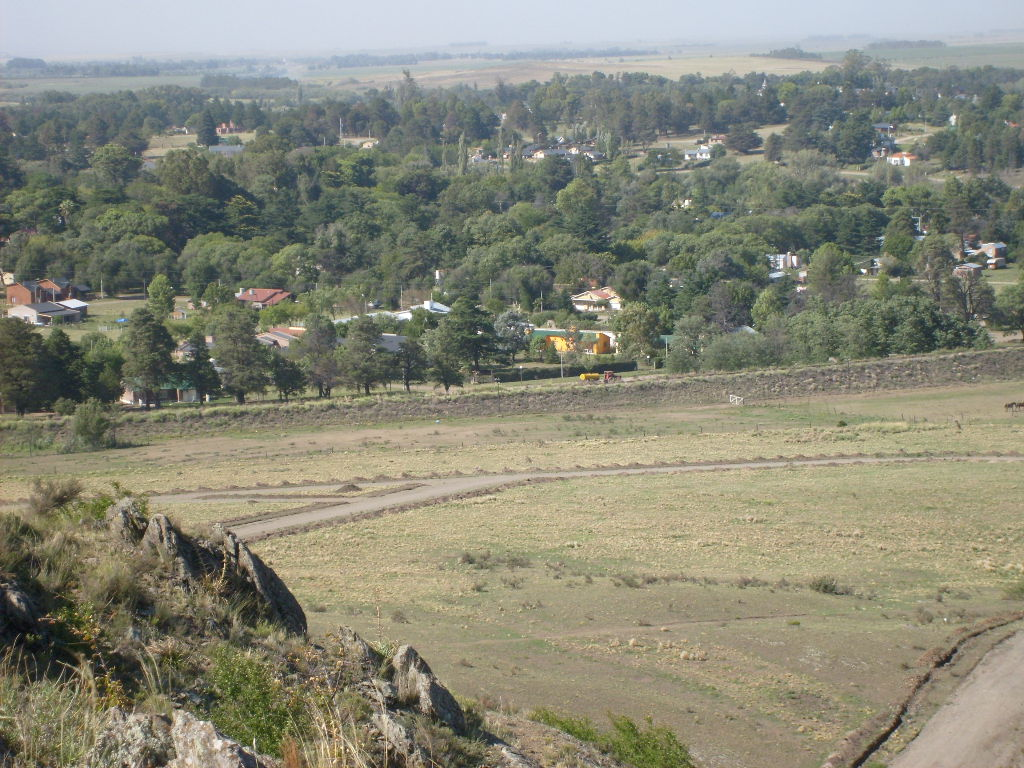
Villa Arcadia